# Христо Добротинов
Вижте пояснителната страница за други личности с името Христо Георгиев.
Христо Георгиев Георгиев е български дипломат (посланик) и писател с литературен псевдоним Христо Добротинов.

## Биография
Роден е във Велико Търново на 8 май 1952 г. По образование е юрист, завършил специалност „Международно право“ в МГИМО през 1978 г.
Работи по специалността си в Министерството на външните работи на България. Заема редица дипломатически длъжности в страната и чужбина: културен аташе в посолството в Москва, посланик в Белгия и Люксембург, посланик в Кипър, директор на дирекции в МВнР, главен секретар на Националната комисия на България за ЮНЕСКО.

## Творчество
Първата му книга е сборникът с разкази „Погребението на капитанската шапка“ („Народна младеж“, 1976). Негови творби са преведени на руски, турски, немски, полски. Разкази и новели на Добротинов са публикувани в списанията „Септември“, „Пламък“, „Съвременник“, „Отечество“, във вестниците „Пулс“, „Народна младеж“, „Отечествен фронт“, „Словото днес“, „Борба“ и др.
Член е на СБП от 1988 г. и на българския ПЕН център от 2017 г.

### Издадени книги
- „Погребението на капитанската шапка“ („Народна младеж“, 1976 г.) – разкази
- „Отвъд снега“ („Български писател“, 1981 г.) – разкази
- „Спомен за курорта“ („Български писател“, 1985 г.) – разкази и новели
- „Бракове в София“ („Български писател“, 1988 г.) – разкази
- „Игра на конспиратори“ („Христо Г. Данов“, 1989 г.) – разкази
- „В търсене на холивудския прислужник“ („Хермес“, 2019 г.) – разкази и новели
- „Светулките ще ти покажат пътя“ („Хермес“, 2019 г.) – роман
- „Скритото очарование на Кипър. Островът, хората, историята“ (Университетско издателство на СУ „Климент Охридски“, 2022 г.)

### Литературни отличия
- 1976 г. – Национална награда за първа книга за „Погребението на капитанската шапка“
- 2020 г. – награда за проза на Съюза на българските писатели за „В търсене на холивудския прислужник“.
- 2022 г. – национална награда „Христо Г. Данов“ за „Светулките ще ти покажат пътя“
- 2024 г. – награда за най-добър роман на Съюза на българските писатели за „Стряха“
- 2024 г. (номиниран) – награда за роман на годината на „Фонд 13 века България“

### Рецензии за книгите му
- Христо Медникаров, „Първа книга на млад белетрист“ (рецензия за „Погребението на капитанската шапка“), в-к „Борба“, бр. 156 от 30.12.1976 г.
- Здравко Чолаков, „Сред първите белетристични сборници – библиотека „Смяна“, 1976 г.“ (рецензия за „Погребението на капитанската шапка“), сп. Пламък“, бр. 8 от 1977 г.
- Наташа Манолова, „Кратките жанрове в движение - Литературата на една конгресна година“ (рецензия за „Погребението на капитанската шапка“), в-к „Литературен фронт“, бр. 5 от 3.2.1977 г.
- Радослав Цветков, „Превъплъщенията на младостта“ (рецензия за „Погребението на капитанската шапка“), в-к „Пулс“, бр. 11 от 24.5.1977 г.
- Иван Попиванов, „С човешки приливи на етичност“ (рецензия за „Погребението на капитанската шапка“), в-к „Народна младеж“, бр. 97 от 24.4.1977 г.
- Иван Радев, „По свой път“ (рецензия за „Отвъд снега“), сп. „Септември“, бр. 10, 1981 г.
- Ваня Георгиева, „В търсене на верния тон“ (рецензия за „Отвъд снега“), в-к „Пулс“, бр. 34 от 25.8.1981 г.
- Емилия Прохаскова, „Бележки по белите полета“ (рецензия за „Отвъд снега“), в-к АБВ, бр. 11 от 17.3.1981 г.
- Станислав Цонев, „Подстъпи към творческа зрялост“, (рецензия за „Отвъд снега“), сп. „Пламък“ бр. 8, 1982 г.
- Радослав Цветков, „Животът без ретуш“ (рецензия за „Отвъд снега“), в-к „Народна младеж“, бр. 15 от 19.1.1982 г.
- Илинда Маркова, „Запомнящо се лято“ (рецензия за новелата „Спомен за курорта“), в-к „Народна култура“, бр. 30, 23.7.1982 г.
- Стефан Влахов-Мицов, „Житейският избор на личността“ (рецензия за „Бракове в София“), в-к АБВ, бр. 36/6.9.1988 г.
- Светлозар Жеков, „Бракувани илюзии“ (рецензия за „Бракове в София“), в-к „Литературен фронт“, бр. 41/ 12.10.1989 г.
- Димитър Танев, „Разкази за днешния човек“ (рецензия за „Игра на конспиратори“), сп. „Септември“, бр. 1, 1990 г.
- Калин Донков, „Диоптрите от вчера“ (рецензия за „В търсене на холивудския прислужник“), в-к „Сега“, 18.10.2019 г.
- Йото Пацов (рецензия за „В търсене на холивудския прислужник“) в „Светлина за думите и думи за светлината“, „Словото днес“, бр. 19 – 20, 21 – 28 май 2020 г.
- Антон Баев за „Светулките ще ти покажат пътя“, 26.09.2021 г.
- Йордан Костурков (рецензия за „Светулките ще ти покажат пътя“) в „Българския роман 2021 г.“, в-к „Словото днес“, бр. 16 – 17, 5 – 12 май 2022 г.
- Владимир Шумелов за „Светулките ще ти покажат пътя“, 06.07.2022 г.